# Hydroporus aberrans
Hydroporus aberrans är en skalbaggsart som beskrevs av Clark 1863. Hydroporus aberrans ingår i släktet Hydroporus och familjen dykare. Inga underarter finns listade i Catalogue of Life.